# Улмі (Димбовіца)
Улмі (рум. Ulmi) — село у повіті Димбовіца в Румунії. Адміністративний центр комуни Улмі.
Село розташоване на відстані 69 км на північний захід від Бухареста, 4 км на південний схід від Тирговіште, 147 км на північний схід від Крайови, 85 км на південь від Брашова.

## Населення
За даними перепису населення 2002 року у селі проживала 1091 особа. Рідною мовою 1090 осіб (99,9%) назвали румунську.
Національний склад населення села:
| Національність | Кількість осіб | Відсоток |
| -------------- | -------------- | -------- |
| румуни         | 1058           | 97,0%    |
| цигани         | 32             | 2,9%     |